# Auburn (Maine)
Auburn és una ciutat i seu del Comtat d'Androscoggin a l'estat de Maine (EUA).

## Demografia
Segons el cens del 2000 Auburn tenia 23.690 habitants. Segons el cens del 2000, tenia 23.203 habitants, 9.764 habitatges, i 5.907 famílies. La densitat de població era de 149,9 habitants per km².
Dels 9.764 habitatges en un 29,4% hi vivien nens de menys de 18 anys, en un 44,9% hi vivien parelles casades, en un 11,6% dones solteres, i en un 39,5% no eren unitats familiars. En el 32% dels habitatges hi vivien persones soles el 13,2% de les quals corresponia a persones de 65 anys o més que vivien soles. El nombre mitjà de persones vivint en cada habitatge era de 2,28 i el nombre mitjà de persones que vivien en cada família era de 2,88.
Per edats la població es repartia de la següent manera: un 23,2% tenia menys de 18 anys, un 8,1% entre 18 i 24, un 29,3% entre 25 i 44, un 22,2% de 45 a 60 i un 17,1% 65 anys o més.
L'edat mediana era de 38 anys. Per cada 100 dones de 18 o més anys hi havia 86,9 homes.
La renda mediana per habitatge era de 35.652$ i la renda mediana per família de 44.012$. Els homes tenien una renda mediana de 32.088$ mentre que les dones 22.349$. La renda per capita de la població era de 19.942$. Entorn del 9% de les famílies i el 12% de la població estaven per davall del llindar de pobresa.

## Poblacions properes
El següent diagrama mostra les poblacions més properes.